# Kisanna (település)
Kisanna (ukránul: Ганьковиця) falu Ukrajnában, a Kárpátalján, a Munkácsi járásban.

## Fekvése
A Latorca mellett, Szolyvától északkeletre, az M06-os út mellett fekvő település.

## Népesség
A településnek a 2001-es népszámláláskor 518 lakosa volt.